# Embelia elliptica
Embelia elliptica är en viveväxtart som beskrevs av Elmer Drew Merrill. Embelia elliptica ingår i släktet Embelia och familjen viveväxter. Inga underarter finns listade i Catalogue of Life.